# Pierre-Olivier Sur
Pour les articles homonymes, voir Sur.
Pierre-Olivier Sur, né le 19 juillet 1963 à Paris, est un avocat pénaliste français. Il a été bâtonnier du barreau de Paris de 2014 à 2015 et a été bâtonnier doyen de l'Ordre.
Il est connu pour avoir plaidé lors de grands scandales politico-financiers et de santé publique comme l'affaire Elf, l'affaire Tapie, l'affaire Balkany, l'affaire du sang contaminé ou encore l'affaire du Mediator ainsi que dans des dossiers très médiatisés comme la succession de Johnny Hallyday. Il est également reconnu à l'étranger pour avoir plaidé de nombreuses affaires en Afrique et devant la Cour pénale internationale. 
Le classement international d'avocats Legal 500 le situe au premier rang dans la catégorie « résolution de litiges ».

## Biographie

### Origines et formation
Pierre-Olivier Sur est le fils de Bernard Sur, avocat connu pour avoir défendu « les architectes de la reconstruction de la France d'après-guerre ».
Après ses études secondaires au lycée Montaigne à Paris, il obtient une licence ès lettres à l'université Paris-IV Sorbonne puis une maîtrise de droit privé général à l'université Paris-II Panthéon-Assas. Il est diplômé de Sciences Po Paris, section service public, en 1986.

### Carrière professionnelle
Admis au barreau de Paris en 1985, il se spécialise en droit pénal, droit pénal des affaires et droit de la responsabilité. Il commence sa carrière au sein du cabinet du pénaliste Olivier Schnerb, assurant les comparutions immédiates et les commissions d'office devant la cour d'assises. Il devient secrétaire de la Conférence du stage en 1990. Il est membre du conseil de l'Ordre de 1999 à 2000 et du comité d'éthique du barreau de Paris de 2001 à 2009.
Le 1er janvier 2000, il rejoint le cabinet d'avocats Fischer Tandeau de Marsac Sur & Associés pour y créer un pôle pénal.

#### Bâtonnier du barreau de Paris
En 2010, il est candidat à l'élection au bâtonnat du barreau de Paris avec Catherine Paley-Vincent, candidate comme vice-bâtonnière, mais est battu par Christiane Féral-Schuhl,. Deux ans plus tard, il est élu le 13 décembre 2012 à cette fonction qu'il occupe du 1er janvier 2014 au 31 décembre 2015.
Pendant son bâtonnat, il défend le secret professionnel, s'oppose aux perquisitions et en particulier à une perquisition à l'Ordre des avocats, tandis qu'il dénonce les écoutes téléphoniques à « filets dérivants » ; il est alors reçu par le président de la République. Le sujet de l'accès au droit (aide juridictionnelle) donne lieu à une opposition avec la Chancellerie, menée en particulier par le barreau de Paris[pas clair]. Après une mobilisation nationale des avocats, Christiane Taubira renonce à son projet de financement partiel de l'AJ par la profession d'avocat (CARPA et taxe).
Le 16 juillet 2014, il porte plainte contre X pour recel de violation du secret de l'enquête et de l'instruction à la suite de la parution d'un article du journal Le Monde sur la mise en examen de Nicolas Sarkozy pour corruption.
En octobre 2016, il rejoint en tant que « membre associé étranger » la Temple Garden Chambers de Londres (barrister).

#### Enseignement
Pierre-Olivier Sur a enseigné le droit pénal à Sciences Po Paris et à l'École de formation du barreau de Paris.

#### Autres engagements
En novembre 2009, Pierre-Olivier Sur fonde avec Francis Teitgen et Fabrice Orlandi l'association « Je ne parlerai qu'en présence de mon avocat » et mène campagne pour l'abolition de la garde à vue sans avocat.
Depuis 2002, il est administrateur du Fonds de garantie des victimes des actes de terrorisme et d'autres infractions.
Il a été membre du conseil d’administration de l’Institut national des hautes études de la sécurité et de la justice.
Il est également le parrain de la promotion 2014 du mastère spécialisé droit et management international de HEC Paris.

## Principales affaires plaidées
Pierre-Olivier Sur plaide dans les grands procès politico-financiers de ces dernières années. Il a notamment été désigné dans les dossiers suivants :
- 1994 : l'affaire des HLM de Paris et l'affaire Schuller-Maréchal
- 1995 : l'affaire du Crédit Lyonnais (côté parties civiles)
- 1999 : l'affaire du sang contaminé
- 2003 : dans l'affaire Elf, il défend André Guelfi[16])
- 2007 : l'affaire Erika (défenseur du propriétaire italien Giuseppe Savarese[17]) et l'affaire de l'euthanasie de Saint Astier (défenseur de Chantal Chanel[18]
- 2009 : l'affaire Angolagate (défenseur de Bernard Poussier)
- 2011 : le procès des Khmers rouges[19] (avocat de familles de victimes[20]) et l'affaire Renault (défenseur de Michel Balthazard[21])
- 2012-2013 : l'affaire du Mediator, l'affaire des prothèses PIP et l'affaire de la pilule de 3e génération (défenseur de l'ANSM), l'affaire du Carlton de Lille, l'affaire de la taxe carbone, l'affaire Khalifa, l'affaire Madoff, l'affaire Cahuzac, l'affaire Harold Martin, l'affaire Baghdadi Mahmoudi
- 2013 : il représente Adventure Line Productions, producteur de l'émission Koh-Lanta, qui porte plainte en diffamation contre X à la suite de la parution d'un article sur le site Arrêt sur images[22],[23]
- 2018 : il défend le ministre Gérald Darmanin, accusé de viol
- 2019 : dans l'affaire Balkany il défend Isabelle Balkany
- 2019 : l'affaire de l'héritage de Johnny Hallyday (défenseur de Laura Smet)
- 2022 : il représente la Galerie Perrotin dans le contentieux qui a opposé le sculpteur Daniel Druet à Maurizio Cattelan
- 2023 : dans le scandale des Dossiers du Rocher, il représente avec Marie-Alix Canu-Bernard le comptable Claude Palmero face à Albert II de Monaco, dont il interroge la dérive autoritaire au point de menacer l'Etat de droit[24]

Pierre-Olivier Sur a également représenté des clients en Afrique comme le président du Burkina Faso Blaise Compaoré, le fils de l'ancien président du Sénégal, Karim Wade et le président du Mali Ibrahim Boubacar Keïta. Il défend aussi Mame Mbaye Niang, ministre sénégalais du Tourisme, qui avait intenté un procès en diffamation contre l’opposant Ousmane Sonko.

## Au cinéma
Alors secrétaire de la Conférence du stage, il a été filmé dans le documentaire Délits flagrants de Raymond Depardon en 1994, primé aux Césars (il s'agit de la séquence où il prépare Muriel Leferle à l'audience : "vous direz juste au juge : je m'appelle Muriel, j'ai 18 ans, j'ai le sida..."). Cette séquence sera rediffusée par le cinéaste dans le film Muriel Leferle (1996),.

## Controverses
En 2018, Pierre-Olivier Sur est mis en cause par une salariée d'Air France à la suite d'une altercation,. L'affaire est successivement classée, réactivée par l'hôtesse ce qui débouchera sur un non-lieu le 3 juin 2021, et finalement une condamnation le 20 juin 2024 à 5 000 € d'amende sur citation directe.

## Distinctions
- Officier de la Légion d'honneur (2017)[32]
- Chevalier de l'ordre national du Mérite

## Publications
- 1997 : Cours de Droit pénal général, avec Benoît Chabert, éditions Dalloz, 2e édition
- 2004 : Nul n'est censé ignorer la loi, éditions J.-C. Lattès[33] (retenu en finale du Prix féminin des essais)
- 2010 : Dans les yeux du bourreau, éditions J.-C. Lattès
- 2013 : Une histoire des avocats en France, éditions Dalloz, 2e édition